# Okręg wyborczy Smethwick
Okręg wyborczy Smethwick powstał w 1918 r. i wysyłał do brytyjskiej Izby Gmin jednego deputowanego. Okręg obejmował miasto Smethwick w hrabstwie West Midlands. Został zlikwidowany w 1974 r.

## Deputowani do brytyjskiej Izby Gmin z okręgu Smethwick
- 1918–1926: John Davison, Partia Pracy
- 1926–1931: Oswald Mosley, Partia Pracy, od 1931 r. Nowa Partia
- 1931–1945: Alfred Wise, Partia Konserwatywna
- 1945–1945: Alfred Dobbs, Partia Pracy
- 1945–1964: Patrick Gordon Walker, Partia Pracy
- 1964–1966: Peter Griffiths, Partia Konserwatywna
- 1966–1974: Andrew Faulds, Partia Pracy